# Puchar Świata w lotach narciarskich 1996/1997
Puchar Świata w lotach narciarskich 1996/1997 – 7. edycja Pucharu Świata w lotach narciarskich (stanowiącego część Pucharu Świata w skokach narciarskich), która rozpoczęła się 8 lutego 1997 w Bad Mitterndorf, a zakończyła się 23 marca 1997 w Planicy. Rozegrano 4 konkursy indywidualne.

## Kalendarz zawodów
| Lp.                                                                  | Data                                                                 | Miejscowość                                                          | Punkt K                                                              | Uwagi                                                                | 1. miejsce     | 2. miejsce         | 3. miejsce       |
| -------------------------------------------------------------------- | -------------------------------------------------------------------- | -------------------------------------------------------------------- | -------------------------------------------------------------------- | -------------------------------------------------------------------- | -------------- | ------------------ | ---------------- |
| 1.                                                                   | 8 lutego 1997                                                        | Bad Mitterndorf                                                      | K-185                                                                | –                                                                    | Takanobu Okabe | Andreas Goldberger | Primož Peterka   |
| 2.                                                                   | 9 lutego 1997                                                        | Bad Mitterndorf                                                      | K-185                                                                | –                                                                    | Primož Peterka | Andreas Goldberger | Takanobu Okabe   |
| 3.                                                                   | 22 marca 1997                                                        | Planica                                                              | K-185                                                                | –                                                                    | Takanobu Okabe | Kazuyoshi Funaki   | Jani Soininen    |
| 4.                                                                   | 23 marca 1997                                                        | Planica                                                              | K-185                                                                | –                                                                    | Akira Higashi  | Primož Peterka     | Lasse Ottesen    |
| Puchar Świata w lotach narciarskich 1996/1997 – klasyfikacja końcowa | Puchar Świata w lotach narciarskich 1996/1997 – klasyfikacja końcowa | Puchar Świata w lotach narciarskich 1996/1997 – klasyfikacja końcowa | Puchar Świata w lotach narciarskich 1996/1997 – klasyfikacja końcowa | Puchar Świata w lotach narciarskich 1996/1997 – klasyfikacja końcowa | Primož Peterka | Takanobu Okabe     | Kazuyoshi Funaki |

## Klasyfikacja generalna
| Źródło  | Źródło                | Źródło | Źródło |
| Miejsce | Zawodnik              | Punkty |        |
| ------- | --------------------- | ------ | ------ |
| 1.      | Primož Peterka        | 290    |        |
| 2.      | Takanobu Okabe        | 260    |        |
| 3.      | Kazuyoshi Funaki      | 201    |        |
| 4.      | Lasse Ottesen         | 163    |        |
| 5.      | Andreas Goldberger    | 160    |        |
| 6.      | Akira Higashi         | 153    |        |
| 7.      | Janne Ahonen          | 136    |        |
| 8.      | Jani Soininen         | 127    |        |
| 9.      | Roar Ljøkelsøy        | 100    |        |
| 10.     | Jaroslav Sakala       | 98     |        |
| 11.     | Espen Bredesen        | 91     |        |
| 12.     | Jakub Sucháček        | 90     |        |
| 13.     | Andreas Widhölzl      | 86     |        |
| 14.     | Hiroya Saitō          | 81     |        |
| 15.     | Tommy Ingebrigtsen    | 68     |        |
| 16.     | Håvard Lie            | 66     |        |
| 17.     | Dieter Thoma          | 58     |        |
| 17.     | Robert Meglič         | 58     |        |
| 19.     | Kristian Brenden      | 43     |        |
| 20.     | Sylvain Freiholz      | 39     |        |
| 21.     | Kazuya Yoshioka       | 36     |        |
| 21.     | Henning Stensrud      | 36     |        |
| 23.     | Noriaki Kasai         | 35     |        |
| 24.     | Hideharu Miyahira     | 34     |        |
| 25.     | Hansjörg Jäkle        | 32     |        |
| 26.     | Nicolas Dessum        | 29     |        |
| 27.     | Marco Steinauer       | 27     |        |
| 28.     | Jérôme Gay            | 25     |        |
| 29.     | Ville Kantee          | 22     |        |
| 30.     | Bruno Reuteler        | 20     |        |
| 31.     | Sturle Holseter       | 17     |        |
| 32.     | Stefan Horngacher     | 16     |        |
| 32.     | Ralf Gebstedt         | 16     |        |
| 34.     | Rico Meinel           | 15     |        |
| 35.     | Robert Mateja         | 14     |        |
| 35.     | Samo Gostiša          | 14     |        |
| 37.     | Jure Radelj           | 12     |        |
| 38.     | Roberto Cecon         | 11     |        |
| 39.     | Mika Laitinen         | 10     |        |
| 40.     | Olaf Hegenbarth       | 9      |        |
| 41.     | Roman Křenek          | 8      |        |
| 41.     | Jussi Hautamäki       | 8      |        |
| 43.     | Martin Höllwarth      | 7      |        |
| 43.     | Pasi Kytösaho         | 7      |        |
| 45.     | Risto Jussilainen     | 6      |        |
| 45.     | Simen Berntsen        | 6      |        |
| 45.     | Urban Franc           | 6      |        |
| 48.     | Adam Małysz           | 5      |        |
| 49.     | Werner Rathmayr       | 4      |        |
| 49.     | Didier Mollard        | 4      |        |
| 49.     | Christian Meyer       | 4      |        |
| 52.     | Matija Stegnar        | 3      |        |
| 53.     | Adolf Grugger         | 2      |        |
| 53.     | Jakub Jiroutek        | 2      |        |
| 53.     | Lucas Chevalier-Girod | 2      |        |